# 和光信也
和光 信也（わこう しんや、1938年1月11日 - 2010年3月9日）は、日本の物理学者。専門は固体物理学で、バンド計算のパイオニア。学位は、理学博士（東京大学）。開成中学校・高等学校を経て、東京大学卒業後、東京大学物性研究所勤務・図書館情報大学教授・筑波大学教授を経て、筑波大学名誉教授。2010年3月9日死去。叙従四位、瑞宝中綬章追贈。

## 人物
1938年1月11日、神奈川県横浜市出身。寅年、山羊座、O-型。
1959年、物理学科の学生実験で、電子計算機（パラメトロン計算機：PC1）に触れる。
1962年、物性研究所でFACOM202（PC2）が稼働し始め、修士論文の研究に使う。
金属結晶での電子のポテンシャルについて、粗い近似ではあるが、初めて自己無撞着なバンド計算をおこなった(1965)。
このポテンシャルには固体効果が取り込まれているので、現実的であり、ニッケルのポテンシャルは、表面物性の分野で"Wakoh potential"として重宝がられた。結晶中での電子のコンプトン・プロフィールを、APW 法を用いて初めて計算をおこなった(1973)。
現在、LDA+U などとして使われている状態依存ポテンシャルの概念を初めて導入した(1973),(1977)。
計算機室に根を生やしていると言われたほどの、自称：元祖コンピュータ・オタク。テニスとスキーをたしなみ、しばしば、学生とゼミ合宿を供にする。また、駄洒落を連発する気さくな人柄で知られた。
晩年は、二酸化炭素排出量の削減から、更に一歩踏み込み、二酸化炭素の分解（CO2分解：炭素固定）によるCO2濃度削減を提唱。

## 略歴

### 学歴
- 1944年4月   船橋市葛飾国民学校　入学
- 1945年1月   金古町国民学校　転入学
- 1946年10月  船橋市葛飾小学校　転入学
- 1950年3月   船橋市葛飾小学校　卒業
- 1950年4月   開成中学校　入学
- 1956年3月   開成高等学校　卒業
- 1956年4月   東京大学教養学部理科一類　入学
- 1959年4月   東京大学理学部物理学科　進学
- 1961年3月   東京大学理学部物理学科　卒業
- 1961年4月   東京大学大学院数物系研究科物理学専門課程修士課程　進学
- 1963年3月   東京大学大学院数物系研究科物理学専門課程修士課程　修了
- 1963年4月   東京大学大学院数物系研究科物理学専門課程博士課程　進学
- 1966年3月   東京大学大学院理学系研究科物理学専門課程博士課程　修了
- 1966年3月29日 理学博士の学位（東京大学　博理第26号）　取得

### 職歴
- 1966年10月1日   東京大学助手　物性研究所
- 1969年5月～1970年5月   （英国）インペリアル・カレッジ・ロンドン大学客員研究員
- 1980年3月1日   東京大学助教授　物性研究所
- 1980年4月1日～2002年9月30日   図書館情報大学教授　図書館情報学部
- 1980年10月～1981年9月   （英国）インペリアル・カレッジ・ロンドン大学客員研究員
- 1985年6月～1985年9月   （英国）ウォーリック大学客員研究員
- 1986年9月～1986年12月   （英国）ウォーリック大学客員研究員
- 1987年4月～1987年9月   （英国）ウォーリック大学客員研究員
- 1999年4月～2002年9月30日   図書館情報大学　総合情処理センター長 併任
- 2002年10月1日～2003年3月31日   筑波大学教授　図書館情報学系
- 2003年3月31日   筑波大学教授　図書館情報学系　停年退官
- 2003年4月1日   筑波大学名誉教授
- 2004年4月23日～ 株式会社 和光システム研究所　代表取締役
- 2010年3月9日、間質性肺炎により逝去[2]。72歳没。
- 2010年4月2日、閣議決定により、その生前の功績に対し、叙位：従四位、叙勲：瑞宝中綬章を賜る。 尚、授与日は生前に遡り、2010年3月9日。

## 主な研究論文
- Band Structure of Metallic Copper and Nickel by a Self-Consistent Procedure,

S.Wakoh,Journal of the Physical Society of Japan,Vol.20,No.10,P.1894-1901,1965
- Band Structure of Ferromagnetic Iron by a Self-Consistent Procedure,

S.Wakoh and J.Yamashita,
Journal of the Physical Society of Japan,Vol.21,No.9,P.1712-1726,1966
（日本物理学会 新編物理学選集 61 金属のフェルミ面 II に採録されている。）
- State-Dependent Potentials in Metallic Vanadium and Chromium,

S.Wakoh and J.Yamashita,Journal of the Physical Society of Japan,
Vol.35,No.5,P.1349-1401,1973
- Compton Profiles of Metallic Vanadium,

S.Wakoh and J.Yamashita,Journal of the Physical Society of Japan,
Vol.35,No.5,P.1406-1411,1973
- Orbital Effect on a Band Calculation,

S.Wakoh,Journal of Physics F:Metal Phys.,
Vol.7,No.1,P.L15-L18,1977
- Band-Theoretical Approach to the Momentum Distribution of Annihilation Pairs in Solids,

S.Wakoh,
Proceedings of the ICPA,
P.49-64,1979
（日本物理学会 物理学論文選集 209 陽電子消滅 II に採録されている。）
- Two-Dimentional angular correlation of positron annihilation radiation in copper,

S.Wakoh, S.Berko, M.Haghgooie and J.J.Mader,
Journal of Physics F:Metal Physics,
Vol.9,No.11,P.L231-L234,1979
- Compton scattering studies of electron correlation effects in chromium,

D.A.Cardwell, M.J.Cooper and S.Wakoh,
Journal of Physics: Condensed Matter,
Vol.1,P.541-550,1989
- A Linear Tetrahedron Method of Compton Profiles for Cubic Crystals,

S.Wakoh and M.Tokii,
Journal of the Physical Society of Japan,
Vol.71,No.3,P.852-859,2002
その他、合計60報

## 著書
- "Band Structure of Transition Metals Calculated by the Green's Function Method"

J. YAMASHITA, S. WAKOH and S. ASANO: 「QUANTUM THEORY OF ATOMS, MOLECULES, SOLID STATE」
ACADEMIC PRESS INC, NEW YORK (1966) pp497-509
- 和光信也：「コンピュータで見る固体の中の電子ーバンド計算の基礎と応用」講談社(1992)
- 和光システム研究所：「Java で学ぶ数値解析」東京電機大学出版局(2005)
- 和光システム研究所：「『WIEN2k 入門』追加版 改訂 固体の中の電子ーバンド計算の基礎と応用」和光システム研究所(2006)

## 主な講義科目
- 物理：教養課程の物理の講義。
- 応用物理：磁性体の基礎となる物理学の講義。
- プログラミング言語各論：Fortran の講義と演習。
- 基礎数学I：代数学の基礎の講義。
- 基礎数学II：解析学の基礎の講義。
- 科学技術資料論：一般論および、グレイ・リテラチャ、データ・ベースの講義。
- 自然科学総論：人間の自然観の変遷を、ビッグ・バンから宇宙の終焉までのスパンで講義。
- 数値演算論：ルンゲクッタ法、ヤコビ法など主要な項目の講義と実習。

## 晩年の主な活動
株式会社 和光システム研究所を運営する一方、キャッチコピー「二酸化炭素排出量の削減だけではなく、濃度そのものの削減を目指して！」を掲げて、温暖化対策について、キャンペーンを展開していた。

## 脚註
1. ↑  『官報』第5292号、平成22年4月13日
2. ↑  訃報：和光信也氏 産経新聞 2010年3月11日閲覧